# Varanteatern
Varanteatern är en svensk humorgrupp bildad i Lund 1992 (namnet antogs dock först 1995). Gruppen torde vara mest känd för tv-serien Varan-TV och de parodiska banden Tyskarna från Lund och Knut.
Den konstellation som skulle bli Varanteatern formades redan när medlemmarna gick på gymnasiet, och dess första uppsättning ägde rum på Polhemskolan. Med början 1996 gjorde gruppen ett par omgångar program för SVT och nådde därmed nationell popularitet, vilken kulminerade åren 1999–2002 då gruppen uppträdde på festivaler runt om i Sverige och turnerade i Riksteaterns regi. Varanteatern har också gjort radioprogram i Sveriges Radio P3 som hette fru Anckarström.
Under 2008–2009 förekom flera reklamfilmer för SEB där två av medlemmarna i Varanteatern deltog, David Wiberg och Anders Andersson.
Under senare år har Varanteaterns framträdanden varit mer sporadiska och inte alltid omfattat samtliga medlemmar.
Den 4 september 2020 gick samtliga medlemmar ut gemensamt och meddelade i en Kickstarterkampanj att de är redo att spela in nytt material, om finansieringen säkras. En månad senare meddelades det att de samlat in över 4,3 miljoner kronor, och att projektet gick i hamn. Det blev klart den 3 mars att den tredje säsongen skulle sändas på SVT samt SVT Play och att finansieringen från Kickstarter skulle gå till att producera exklusivt extramaterial.

## Produktion (i urval)
- Varan-TV, tv-serie i två säsonger, 1997 resp. 1998
- Kreml High, 10 avsnitt à 4 minuter i SVT:s ungdomsprogram Jupiter, 1999
- Latinamerika, humorshow spelad under våren 2000 i Lund och Malmö
- Varanrepubliken
- Förenade Varanteatern – samlade låtar 92–02 (CD, 2002)
- Humorshow under Kalasturnén 2002
- Tyskarna från Lund: Metamorphobia (CD, 2003)
- Tyskarna från Lund: Die Quelle (CD, 2004)
- Det bästa ur Varan-TV (DVD, 2004)
- Det näst bästa ur Varan-TV (DVD, 2004)
- Det andra benet, krogshow på Mosebacke i Stockholm (”Dom blonda från Varanteatern” i samarbete med Teater Rostock, 2005)
- Svart tulpan, teaterföreställning av och med David Wiberg i regi av Anders Andersson (2007 och 2008)
- Svensk tenn, humorshow med tre av medlemmarna (Andersson, Sykfont och Wiberg) i Stockholm och Malmö (2008)

## Medlemmar
- Anders Andersson
- Fredrik Ljungberg
- Jonas Sykfont
- Magnus Thomson
- Olof Wallberg
- David Wiberg
- Fredrik Åkerman
- Marcus Olsson (grundare)